# 조희대
조희대(曺喜大, 1957년 6월 6일~)는 대한민국의 법조인으로 제17대 대법원장(2023. 12.~)이다. 2014년 3월부터 2020년 3월까지 대법관을 지냈다.

## 생애 및 활동
1957년 경상북도 월성군 강동면 유금리에서 태어나 1979년 서울대학교 법과대학을 졸업하였다. 1981년 제23회 사법시험에 합격해 사법연수원 13기로 수료하고 1986년 9월 법관으로 임관하였다. 서울형사지방법원에서 근무를 시작해 대법원 재판연구관, 사법연수원 교수, 서울고등법원 부장판사에 재직하였고, 대구지방법원장 및 대구가정법원장, 대법관, 성균관대학교 석좌교수를 거쳤다. 약 33년 6개월간 법관 및 대법관(2014. 3.~2020. 3.)으로 일하였다. 2020년 5월 22일 청조근정훈장을 받았다.
2023년 11월 8일 대법원장 후보자에 지명되었다. 2023년 12월 8일 인사청문회 인사청문특별위원회에서 임명동의안 심사경과보고서가 채택되었으며, 국회본회의에서 재석의원 292인 가운데 찬성 264표, 반대 18표, 기권 10표로 출석의원 과반의 동의를 얻어 임명동의안이 통과되었다. 같은 날인 2023년 12월 8일 제17대 대법원장에 임명되었으며, 2023년 12월 11일 취임식을 가졌다.
대법원장의 임기는 본디 6년이나, 대법원장의 정년(70세)과 관련하여 조희대 대법원장은 약 3년 6개월(~2027년 6월)의 임기를 수행할 수 있다.
2025년 4월 22일 이재명의 허위 사실공표 사건이 대법원 2부에 배당된지 몇 시간이 되지 않아 대법원장인 그의 지휘로 소부가 아닌 전원합의체 재판으로 회부되었다. 2025년 4월 29일 전원합의체 재판으로 회부한 후 여러 회의를 거쳐 5월 1일 오후 3시로 선고기일을 통지했다. 이후 5월 1일 2심 선고를 유죄 취지의 파기환송했다.

## 의견

### 법원장추천제 관련 입장
2024년 2월 15일, 조희대 대법원장은 취임 후 처음으로 가진 기자간담회에서 법원장추천제에 대한 비판적 입장을 밝혔다. 그는 법원 구성원이 직접 법원장을 추천하는 방식은 국제적으로도 사례가 드물며, 현행 법원조직법에도 이러한 절차가 명시되어 있지 않다고 지적했다. 이에 따라 법조계 안팎에서는 조 대법원장이 해당 제도의 사실상 폐지를 예고한 것으로 해석하였다.
법원장추천제는 양승태 전 대법원장 재임 시기 불거진 사법농단 의혹 이후, 대법원장의 인사권을 견제하기 위해 김명수 전 대법원장 시절 도입된 제도다. 이 제도는 각급 법원의 판사들이 의견을 모아 법원장 후보를 추천함으로써, 대법원장의 인사권 행사가 특정한 영향력 행사로 이어지는 것을 방지하고자 했다.
조희대 대법원장은 향후 임기 중 두 차례의 법관 인사를 앞두고 있지만, 그 과정에서 권한을 남용할 의사는 없다고 강조했다. 다만 그는 사법농단 사태와 관련해 “국민에게 큰 잘못을 저질렀다는 인식은 갖고 있다”고 언급하며 과거 사법부의 책임을 인정했다.
한편, 그는 법원장추천제 폐지 이후의 새로운 법원장 임명 방식에 대해서는 사법부 내부의 다양한 의견을 수렴하여 반영하겠다는 방침을 밝혔다.

### 재판 지연 문제
조희대 대법원장은 재판 지연 문제의 해소를 위해 법관 정원 확대와 함께 법관 선발 제도의 개편이 필요하다는 입장을 밝혔다. 그는 장기적인 재판 적체 문제를 해결하기 위해 법관 수를 늘리는 것이 불가피하며, 이를 최우선 과제로 삼고 있다고 강조했다. 그러나 법관 정원을 2027년까지 3214명에서 3584명으로 늘리는 내용을 담은 관련 법안은 2024년 3월 기준으로 여전히 국회에 계류 중이다.
또한 조 대법원장은 일정 기간 이상의 변호사 경력을 요구하는 ‘법조일원화 제도’에 대해서도 현실적인 개선이 필요하다고 지적했다. 현행 제도는 2024년 기준 5년 이상 변호사 경력을 지닌 자를 대상으로 법관을 임용하며, 2025년부터는 7년, 2029년 이후에는 10년 이상의 경력을 요구하도록 되어 있다.
그는 이와 관련해 “법조일원화 제도를 채택한 나라는 한국과 벨기에 두 곳뿐”이라며, 제도의 취지에도 불구하고 실제로는 우수한 인재를 선발하는 데 한계가 있었음을 밝혔다. 벨기에 사례처럼, 담당 재판 분야에 맞는 경력을 가진 변호사를 선발하는 방식이 현실적 대안이 될 수 있다는 점도 언급하였다. 조 대법원장은 앞으로 제도 개편이 필요할 경우 언론 등을 통해 충분한 설명과 공론화를 거칠 계획이라고 덧붙였다.

## 학력
- 강동국민학교 졸업
- 경주중학교 졸업
- 경북고등학교 졸업
- 서울대학교 법학 학사[6]
- 코넬대학교 법학 석사

## 경력
- 1981년 제23회 사법시험 합격[6]
- 1983년 사법연수원 13기 수료
- 1986년 9월 서울형사지방법원 판사
- 1989년 3월 서울민사지방법원 판사
- 1991년 2월 대구지방법원 안동지원 판사
- 1995년 3월 서울고등법원 판사
- 1996년 3월 대법원 재판연구관
- 1998년 9월 대구지방법원 부장판사
- 2000년 2월 사법연수원 교수
- 2003년 2월 서울중앙지방법원 부장판사
- 2006년 2월 부산고등법원 부장판사
- 2006년 8월~2012년 9월: 서울고등법원 부장판사
- 2012년 9월~2014년 3월: 제41대 대구지방법원장
- 2012년 9월~2014년 3월: 제21대 대구광역시 선거관리위원회 위원장
- 2014년 3월~2020년 3월: 대법원 대법관
- 2020년 3월~2023년 12월: 성균관대학교 법학전문대학원 석좌교수
- 2023년 12월~: 제17대 대법원장[3][4]
- 2023년 12월~: 사법행정자문회의 의장

## 저서
- 『남녀의 성전환은 현행법상 허용되는가』
- 『영업비밀의 침해와 그 손해배상』
- 『만인상생(萬人相生)』[5]

## 비판 및 논란

### 미성년 자녀 명의 예금 논란
조희대는 2014년 2월 18일 진행된 대법관 인사청문회에서, 1995년 당시 미성년 자녀 명의로 수천만 원대의 예금이 분할 소유된 사실에 대해 질의를 받았다. 당시 더불어민주당 진선미 의원은 조 대법관의 자녀들이 각각 7세, 5세, 2세였음에도 상당한 금액의 예금을 보유하고 있었다는 점을 지적했다. 이에 대해 조희대는 "그 문제를 청문회 준비 과정에서 알게 됐다"며 "부끄럽게 생각한다"고 답변했다.
이와 함께 청문회에서는 1998년 재산신고 과정에서 조희대의 배우자가 모친 명의의 예금 7천만 원을 차명 보유한 사실도 언급되었다. 조희대는 이에 대해 "정확한 기억은 없지만, 예금보험 한도 문제로 장모님이 아내 명의로 예금을 예치한 것으로 알고 있다"고 해명했다.